# Varicopsella obtusa
Varicopsella obtusa är en insektsart som beskrevs av Hamilton 1980. Varicopsella obtusa ingår i släktet Varicopsella och familjen dvärgstritar. Inga underarter finns listade i Catalogue of Life.